# São Miguel do Outeiro e Sabugosa
São Miguel do Outeiro e Sabugosa (llamada oficialmente União das Freguesias de São Miguel do Outeiro e Sabugosa) es una freguesia portuguesa del municipio de Tondela, distrito de Viseu.

## Historia
Fue creada el 28 de enero de 2013 en aplicación de una resolución de la Asamblea de la República de Portugal promulgada el 16 de enero de 2013 con la unión de las freguesias de Sabugosa y São Miguel do Outeiro, pasando su sede a estar situada en la antigua freguesia de São Miguel do Outeiro.

## Demografía
| Gráfica de evolución demográfica de São Miguel do Outeiro e Sabugosa entre 2011 y 2021 |
|                                                                                        |
| Datos según el nomenclátor publicado por el INE portugués.                             |